# Peter Warlock
Peter Warlock, właśc. Philip Arnold Heseltine (ur. 30 października 1894 w Londynie, zm. 17 grudnia 1930 tamże) – brytyjski kompozytor i muzykolog.

## Życiorys
W latach 1908–1910 uczył się w Eton u Colina Taylora, następnie studiował w Kolonii. Odbył roczne studia w zakresie filologii klasycznej na Uniwersytecie Oksfordzkim. W 1910 roku podczas pobytu we Francji poznał Fredericka Deliusa, z którym później przyjaźnił się. W 1915 roku został krytykiem muzycznym w „Daily Mail”. Jako obdżektor odmówił służby wojskowej podczas I wojny światowej i w 1917 roku wyjechał do Irlandii, skąd wrócił po zakończeniu działań wojennych w 1918 roku. W 1920 roku założył czasopismo muzyczne „The Sackbut”.
Zmagał się z depresją, popełnił samobójstwo zatruwając się gazem w swoim mieszkaniu.

## Twórczość
W swojej twórczości kompozytorskiej nawiązywał do muzyki minionych epok, świadectwem jego zainteresowania muzyką renesansu jest wykorzystywanie melodii renesansowych tańców i nawiązywanie w pieśniach do tradycji angielskiej ayre, przejawiające się w akompaniamencie fortepianowym imitującym w swojej fakturze grę na lutni. W utworach instrumentalnych wykorzystywał elementy galijskiej i celtyckiej muzyki ludowej. W późniejszych kompozycjach zaczął stosować bardziej nowoczesne środki dźwiękowe, jak ograniczony materiał melodyczny czy modalność.
Swoje prace muzykologiczne poświęcał studiom nad muzyką dawną, przygotował liczne wydania i transkrypcje muzyki XVI i XVII wieku.

## Prace
(na podstawie materiałów źródłowych)
- Frederick Delius (Londyn 1923)
- Songs of the Garden (Londyn 1925)
- The English Ayre (Londyn 1926)
- Carlo Gesualdo, Prince of Venosa: Musician and Murderer (z Cecilem Grayem, Londyn 1926)
- J. Harrington: The Metamorphosis of Ajax (red. Jack Lindsay, Londyn 1927)
- Thomas Whythorne (Londyn 1929)
- Merry-go-down (Londyn 1929)
- English Ayres, Elisabethan and Jacobean: A Discourse (Londyn 1932)
- Giles Earle his Books (Londyn 1932)

## Ważniejsze kompozycje
(na podstawie materiałów źródłowych)

### Utwory orkiestrowe
- An Old Song na małą orkiestrę (1917)
- Serenade for Delius on his 60th Birthday na smyczki (1921–1922)
- Capriol na smyczki (1926, wersja orkiestrowa 1928)

### Pieśni na głos i fortepian
- Music, when Soft Voices Die (1911)
- Saudades (1917)
- As Ever I Saw (1918)
- My Gostly Fader (1918)
- The Bayley Berith the Bell Away (1918)
- Lillygay (1922)
- Peterisms (1922)
- Candlelight (1923)
- The Frostbound Wood (1929)
- The Fox (1930)

### Utwory wokalno-instrumentalne
- Corpus Christi na sopran, baryton i kwartet smyczkowy (1919–1923)
- The Curlew na tenora, flet, rożek angielski i kwartet smyczkowy (1920–1921, zrewid. 1922)
- 3 Carols na chór i orkiestrę (1923)
- Sorrow’s Lullaby na sopran, baryton i kwartet smyczkowy (1927)